# Anopinella tenebricosa
Anopinella tenebricosa là một loài bướm đêm thuộc họ Tortricidae. Loài này có ở Ecuador.